# Новая Зеландия на летних Олимпийских играх 1928
Новая Зеландия принимала участие в Летних Олимпийских играх 1928 года в Амстердаме (Северная Голландия, Нидерланды) в третий раз за свою историю и завоевала одну золотую медаль. Страну на Играх представляли 6 мужчин и 3 женщины, принимавшие участие в соревнованиях по боксу, лёгкой атлетике и плаванию.

## Медали

### 01!Золото
- Бокс, мужчины, второй полусредний вес — Эдвард Морган.

## Результаты

### Бокс
Спортсменов — 2
| Спортсмен        | Категория | 1/16 финала          | 1/8 финала                   | 1/4 финала                 | Полуфинал                 | Финал                      |
| Спортсмен        | Категория | Соперник и результат | Соперник и результат         | Соперник и результат       | Соперник и результат      | Соперник и результат       |
| ---------------- | --------- | -------------------- | ---------------------------- | -------------------------- | ------------------------- | -------------------------- |
| Эдвард Морган    | 66,7 кг   | -                    | Селфрид Йоханссон Поб КО     | Романо Канева Поб по очкам | Робер Галато Поб по очкам | Рауль Ландини Поб по очкам |
| Альфред Клеверли | 79,4 кг   |                      | Альфред Джексон Пор по очкам | Не прошёл                  | Не прошёл                 | Не прошёл                  |

### Лёгкая атлетика
Спортсменов — 4
Мужчины
| Спортсмен       | Вид              | Предварительный круг | Предварительный круг | Полуфинал | Полуфинал | Финал     | Финал     |
| Спортсмен       | Вид              | Результат            | Место                | Результат | Место     | Результат | Место     |
| --------------- | ---------------- | -------------------- | -------------------- | --------- | --------- | --------- | --------- |
| Уилфрид Калохер | 110м с барьерами | ?                    | 4                    | Не прошёл | Не прошёл | Не прошёл | Не прошёл |
| Уилфрид Калохер | Тройной прыжок   |                      |                      |           |           | 12,94     | 23        |
| Стэн Лэй        | Метание копья    |                      |                      |           |           | 62,89     | 7         |

Женщины
| Спортсмен    | Вид  | Забег     | Забег | Полуфинал | Полуфинал | Финал     | Финал     |
| Спортсмен    | Вид  | Результат | Место | Результат | Место     | Результат | Место     |
| ------------ | ---- | --------- | ----- | --------- | --------- | --------- | --------- |
| Норма Уилсон | 100м | 13,0      | 2     | ?         | 5         | Не прошла | Не прошла |

### Плавание
Спортсменов — 4
Мужчины
| Спортсмен     | Вид                  | Заплыв    | Заплыв | Полуфинал | Полуфинал | Финал     | Финал     |
| Спортсмен     | Вид                  | Результат | Место  | Результат | Место     | Результат | Место     |
| ------------- | -------------------- | --------- | ------ | --------- | --------- | --------- | --------- |
| Дэвид Линдсэй | 400 м вольный стиль  | 5.38,6    | 3      | Не прошёл | Не прошёл | Не прошёл | Не прошёл |
| Дэвид Линдсэй | 1500 м вольный стиль | ?         | 4      | Не прошёл | Не прошёл | Не прошёл | Не прошёл |
| Лен Мурхауз   | 100 м на спине       | 1.20,4    | 3      | Не прошёл | Не прошёл | Не прошёл | Не прошёл |

Женщины
| Спортсмен     | Вид                 | Заплыв    | Заплыв | Полуфинал | Полуфинал | Финал     | Финал     |
| Спортсмен     | Вид                 | Результат | Место  | Результат | Место     | Результат | Место     |
| ------------- | ------------------- | --------- | ------ | --------- | --------- | --------- | --------- |
| Эна Стокли    | 100 м вольный стиль | 1.16,4    | 2      | ?         | 5         | Не прошла | Не прошла |
| Эна Стокли    | 100 м на спине      | 1.25,4    | 3      |           |           | 1.25,8    | 7         |
| Кэтлин Миллер | 100 м вольный стиль | 1.17,2    | 2      | ?         | 6         | Не прошла | Не прошла |
| Кэтлин Миллер | 400 м вольный стиль | 6.16,8    | 2      | ?         | 5         | Не прошла | Не прошла |